# Guatteria melinii
Guatteria melinii är en kirimojaväxtart som beskrevs av Robert Elias Fries. Guatteria melinii ingår i släktet Guatteria och familjen kirimojaväxter. Inga underarter finns listade i Catalogue of Life.